# Pływanie synchroniczne na Letnich Igrzyskach Olimpijskich 2012 – duety
Duety kobiet były jedną z dwóch konkurencji w pływaniu sychronicznym jakie rozegrano podczas XXX Letnich Igrzysk Olimpijskich w Londynie. Konkurencja została rozegrana w Aquatics Centere w dniach 5-7 sierpnia.
Do rywalizacji przystąpiły 24 duety.
W eliminacjach każdy z duetów wykonuje w program techniczny oraz program dowolny.
Każdy program jest oceniany odrębnie. Suma punktów z obu programów decyduje o zajętym miejscu.
Do finału kwalifikuje się 12 najlepszych duetów. W finale każdy z duetów wykonuje program dowolny.
Na końcowy wynik składa się ocena uzyskana za program dowolny w finale oraz ocena za program techniczny z eliminacji.

## Terminarz
| Data            | Godzina |                                 |
| --------------- | ------- | ------------------------------- |
| 5 sierpnia 2012 | 15:00   | Eliminacje – program techniczny |
| 6 sierpnia 2012 | 15:00   | Eliminacje – program dowolny    |
| 7 sierpnia 2012 | 15:00   | Finał – program dowolny         |

## Wyniki

### Eliminacje
| Pozycja | Kraj              | Zawodniczki                                | Runda techniczna | Rudna dowolna | Łącznie |
| ------- | ----------------- | ------------------------------------------ | ---------------- | ------------- | ------- |
| 1.      | Rosja             | Swietłana Romaszyna, Natalja Iszczenko     | 98,200           | 98,600        | 196,800 |
| 2.      | Chiny             | Liu Ou, Huang Xuechen                      | 96,100           | 96,710        | 192,810 |
| 3.      | Hiszpania         | Andrea Fuentes, Ona Carbonell              | 96,000           | 96,590        | 192,590 |
| 4.      | Kanada            | Marie-Pier Boudreau Gagnon, Élise Marcotte | 94,500           | 94,750        | 189,250 |
| 5.      | Japonia           | Yukiko Inui, Chisa Kobayashi               | 93,200           | 93,200        | 186,400 |
| 6.      | Ukraina           | Darija Juszko, Ksenija Sidorenko           | 92,200           | 92,140        | 184,340 |
| 7.      | Włochy            | Giulia Lapi, Mariangela Perrupato          | 90,700           | 90,740        | 181,440 |
| 8.      | Grecja            | Evangelia Platanioti, Despoina Solomou     | 89,200           | 88,840        | 178,040 |
| 9.      | Wielka Brytania   | Olivia Allison, Jenna Randall              | 88,100           | 88,790        | 176,890 |
| 10.     | Francja           | Sara Labrousse, Chloe Willhelm             | 87,700           | 88,340        | 176,040 |
| 11.     | Stany Zjednoczone | Mary Killman, Mariya Koroleva              | 87,900           | 88,270        | 176,170 |
| 12.     | Korea Południowa  | Park Hyun-ha, Park Hyun-sun                | 86,700           | 87,460        | 174,160 |
| 13.     | Brazylia          | Nayara Figueira, Lara Teixeira             | 87,100           | 87,000        | 174,100 |
| 14.     | Czechy            | Soňa Bernardová, Alžběta Dufková           | 85,800           | 86,040        | 171,840 |
| 15.     | Kazachstan        | Anna Kulkina, Aigerim Zhexembinova         | 84,600           | 84,980        | 169,580 |
| 16.     | Korea Północna    | Jang Hyang-mi, Jong Yon-hui                | 84,400           | 84,830        | 169,230 |
| 17.     | Izrael            | Anastasia Glouszkov, Inna Yoffe            | 83,400           | 83,520        | 166,920 |
| 18.     | Meksyk            | Isabel Delgado, Nuria Diosdado             | 83,000           | 83,610        | 166,610 |
| 19.     | Austria           | Nadine Brandl, Livia Lang                  | 82,000           | 81,850        | 163,850 |
| 20.     | Szwajcaria        | Pamela Fischer, Anja Nyffeler              | 81,200           | 82,120        | 163,320 |
| 21.     | Węgry             | Eszter Czékus, Szofi Kiss                  | 79,400           | 79,080        | 158,480 |
| 22.     | Argentyna         | Etel Sanchez, Sofia Sanchez                | 78,900           | 78,410        | 157,310 |
| 23.     | Australia         | Eloise Amberger, Sarah Bombell             | 77,400           | 77,480        | 154,880 |
| 24.     | Egipt             | Shaza Abdelrahman, Dalia El-Gebaly         | 75,700           | 76,400        | 152,100 |

### Finał[6]
| Kraj              | Zawodniczki                                | Runda techniczna | Rudna dowolna | Łącznie | Pozycja |
| ----------------- | ------------------------------------------ | ---------------- | ------------- | ------- | ------- |
| Rosja             | Swietłana Romaszyna, Natalja Iszczenko     | 98,200           | 98,900        | 197,100 | złoto   |
| Hiszpania         | Andrea Fuentes, Ona Carbonell              | 96,000           | 96,900        | 192,900 | srebro  |
| Chiny             | Liu Ou, Huang Xuechen                      | 96,100           | 96,770        | 192,870 | brąz    |
| Kanada            | Marie-Pier Boudreau Gagnon, Élise Marcotte | 94,500           | 94,620        | 189,120 | 4.      |
| Japonia           | Yukiko Inui, Chisa Kobayashi               | 93,200           | 93,540        | 186,740 | 5.      |
| Ukraina           | Darija Juszko, Ksenija Sidorenko           | 92,200           | 92,670        | 184,870 | 6.      |
| Włochy            | Giulia Lapi, Mariangela Perrupato          | 90,700           | 90,720        | 181,420 | 7.      |
| Grecja            | Evangelia Platanioti, Despoina Solomou     | 89,200           | 89,360        | 178,560 | 8.      |
| Wielka Brytania   | Olivia Allison, Jenna Randall              | 88,100           | 89,170        | 177,270 | 9.      |
| Francja           | Sara Labrousse, Chloe Willhelm             | 87,700           | 88,560        | 176,260 | 10.     |
| Stany Zjednoczone | Mary Killman, Mariya Koroleva              | 87,900           | 87,770        | 175,670 | 11.     |
| Korea Południowa  | Park Hyun-ha, Park Hyun-sun                | 86,700           | 87,250        | 173,950 | 12.     |